# Protostega
Protostega és un gènere extint de tortugues marines de la família Protostegidae. Amb una longitud d'uns 3 metres, és la segona tortuga de major grandària, només superada per la tortuga geganta Archelon ischyros. Va viure durant el Cretaci superior.
Igual que la moderna tortuga llaüt, la tortuga marina de major grandària en l'actualitat, mancava d'escuts en la closca.